# Thylacosmilus
Thylacosmilus byl "šavlozubý" masožravý savec blíže příbuzný vačnatcům nežli placentálům, jenž žil v Jižní Americe.

## Charakteristika
Dosahoval velikosti jaguára a hmotnosti cca 80 až 150 kg. Jeho špičáky neustále dorůstaly a chránila je mohutná pochva (příruba) na spodní čelisti. Měl poměrně slabý stisk (jako většina šavlozubců), kořist lovil útokem ze zálohy, uchopil pohyblivými předními tlapami a buďto povalil na zem nebo zabíjel ve stoje na zadních, nejspíše rozerváním velkých cév na hrdle. Zdá se, že kořist nekousal, ale spíše do ni svými špičáky bodal pohybem celé hlavy, řízeným mohutnými šíjovými svaly. Protože měl značně redukovaný chrup (chyběly mu např. trháky), živil se pravděpodobně především krví a měkkými vnitřnostmi, není jisté, jestli byl vůbec schopen ukousnout svalovinu. Jeho kořistí byli různí kopytníci (např. zástupci čeledi Proterotheriidae a menší notounguláti), větší hlodavci, možná i menší druhy a mláďata pozemních lenochodů. Stavba těla byla robustnější než u kočkovitých šelem, měl značně vyvinuté šíjové a ramenní svaly, končetiny byly silné, s velkými tlapami a nezatažitelnými drápy. 
Stavba těla svědčí o tom, že nebyl moc rychlým běžcem. Dva známí zástupci tohoto rodu: Thylacosmilus atrox a Thylacosmilus lentis žili cca 6 milionů let a vyhynuli v pliocénu před asi 3 miliony let. Dříve se předpokládalo, že Thylacosmilové vyhynuli v důsledku konkurence kočkovitých šelem, včetně šavlozubého Smilodona, zdá se však, že vyhynuli ještě před příchodem kočkovitých šelem. Poslední nálezy Thylacosmila a první nálezy Smilodona od sebe dělí přibližně 500.000 let. Výzkum orientace očnic v lebce tohoto predátora ukázal, že nebyl vybaven dokonale stereoskopickým viděním.